# Trap Gunner
Trap Gunner conhecido na Europa como Trap Runner é um jogo de PlayStation lançado oficialmente pela ATLUS em 1998 e financiado pela DVS. É um jogo de estratégia 3D, que pode ser jogado por um ou dois jogadores. Foi lançado exclusivamente para PlayStation.

## Jogabilidade
O objetivo do jogo é avançar os 8 níveis predefinidos pelo computador, onde o 3º e o 6º cenários são estratégicos. O objetivo é eliminar o oponente instalando armadilhas no chão, as quais são invisíveis no mapa adversário. A cada nível completado, a IA aumenta, de acordo com a dificuldade escolhida.
Cada personagem vem com uma arma exclusiva, e três tipos diferentes de armadilhas, lista que pode ser expandida ao decorrer da partida. As armadilhas pré-definidas são equilibradas, podendo um jogador a medida que ganha experiência, ganhar com qualquer personagem.